# Wilhelm Freiherr von Ketteler
Wilhelm-Emanuel Wilderich Maria Hubertus Vitus Aloysius Freiherr von Ketteler, né le 15 juin 1906 à Schloss Eringerfeld et décédé en mars 1938 à Vienne était un diplomate allemand.

## Biographie
Il fait partie d'une grande famille westphalienne ; son oncle était l'évêque Wilhelm Emmanuel von Ketteler, homme politique du parti Zentrum, qui était aussi l'oncle du baron Clemens von Ketteler, diplomate tué en Chine lors de la révolte des Boxers le 20 juin 1900. 
Il était proche de Franz von Papen et reçut, en même temps que lui, un poste à l'ambassade de Vienne en août 1934. En mars 1938, il est assassiné par la Gestapo et son corps a été retrouvé dans le Danube quelques jours plus tard (25 avril). 
Fabian von Schlabrendorff, membre du complot du 20 juillet 1944 contre Hitler a confirmé dans son livre de 1951 l’assassinat du diplomate. 
Lutz Hachmeister, historien, rapporte qu'une enquête du procureur de Brunswick a récemment conclu que la date de l'assassinat serait le 12 ou 13 mars 1938, qu'il aurait été noyé dans une baignoire avant d'être jeté dans le fleuve.